# Paul Geleff

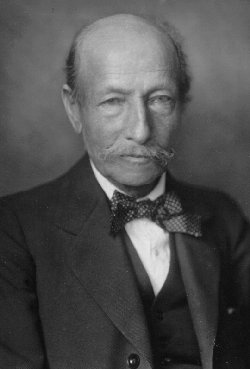
Paul Geleff

Paul Johansen Geleff, född 6 januari 1842 i Brede Sogn, död 16 maj 1928 på Capri, var en dansk socialdemokratisk agitator.
Geleff tog skollärarexamen 1864, verkade därefter i ett par år som lärare, övergick senare till journalistiken och utgav en tid tidningen "Heimdal" i Ribe och senare en med samma namn i Köpenhamn. År 1871 kom han i kontakt med Louis Pio och blev snart tillsammans med honom och Harald Brix styrelseledamot i den nystiftade Internationale Arbejderforening for Danmark samt en av redaktörerna för föreningens organ, "Socialisten". 
Det var huvudsakligen Pio, som gav den socialistiska rörelsen i Danmark dess karaktär, och Geleff, som inne hade någon självständig kännedom om socialismens historia, följde det av honom angivna spåret. Han fick emellertid, både som journalist och särskilt genom sin verksamhet som reseagitator, en inte ringa betydelse för rörelsen. Med anledning av, att han tillsammans med de övriga styrelseledamöterna, trots förbud från polisen, hade uppmanat till deltagande i ett på Fælleden till den 5 maj 1872 planerat folkmöte (slaget på Fælleden), arresteredes han tillsammans med sina två ovannämnda kollegor och dömdes av Højesteret till tre års tukthus för omstörtningsförsök. 
År 1875 släpptes Geleff och återupptogs då sin tidigare verksamhet som en av ledarna för den socialistiska rörelsen, intill han med polisens hjälp den 23 mars 1877 tillsammans med Pio i hemlighet lämnade landet och begav sig till USA. Där verkade han dels som lantagent, dels som journalist.